# Иван Н. Јовановић
Иван Н. Јовановић (Алексинац, 8. септембар 1978) српски је научни радник, ванредни професор и управник Департмана за француски језик и књижевност Филозофског факултета Универзитета у Нишу.

## Биографија
Иван Јовановић рођен је 8. септембра 1978. године у Алексинцу, у породици трговаца, од оца Новице (1955) родом из Јаковља код Алексинца и мајке Браниславе (1959) девојачко Станојевић, родом из села Лознац код Алексинца.
Звање магистра филолошких наука у области француског језика и књижевности стиче 2009. године на Филозофском факултету у Новом Саду одбранивши магистарску тезу под називом Француски соматски фразеологизми и њихови српски еквиваленти под менторством проф. др Ненада Крстића. На истом факултету одбранио је 2013. године докторску дисертацију на тему Француски фразеологизми и пословице с именима домаћих животиња и њихови српски еквиваленти под менторством проф. др Ненада Крстића.

## Каријера
Своја прва професионална искуства стекао је радећи као стручни преводилац у КФОР-у и Уједињеним нацијама на Косову и Метохији у периоду од 2000. до 2005. године.
Од 2005. до 2010. године, руководио је Француским културним центром у Косовској Митровици и истовремено градио своју наставну каријеру у школи радећи као професор француског језика основне школе „Вук Караџић” у Звечану.
У периоду 2010—2012, радио је као професор француског језика и менаџер за културу у Француском институту у Србији — огранак у Нишу и Народној библиотеци „Стеван Сремац” у Нишу.
Од 2011. ангажован је и као сертификовани испитивач за међународни испит из француског језика ДЕЛФ/ДАЛФ.
Током 2011. године изабран је за асистента на Филозофском факултету Универзитета у Нишу, на Департману за француски језик и књижевност, а већ 2014. у звање доцента.
На Високој пословно-техничкој школи струковних студија у Ужицу и Високој школи струковних студија у Лесковцу био је ангажован као предавач за наставне предмете Француски језик 1 и Француски језик 2 у периоду 2014—2016, а након тога на Филозофском факултету у Приштини са привременим седиштем у Косовској Митровици за предмете Француски језик 1, 2, 3 и 4 у периоду 2016—2018.
Звање ванредног професора за ужу научну област Француски језик стекао је 2019. године.

## Области научног интересовања
- Констрастивна истраживања француског и српског језика
- Морфологија и семантика француског језика
- Лингвистика и интердисциплинарност[2]

## Научни пројекти
- 2009: Учешће на међународном стручном пројекту DELF SCOLAIRE (Школски ДЕЛФ) у организацији Министарства просвете, науке и технолошког развоја Републике Србије и Амбасаде Републике Француске у Србији (бр. 680-00-00224/2009/06).
- 2014—2018: истраживач, стручни саветник и преводилац на пројекту Албум сећања на наше претке из Првог светског рата под референтним бројем 5690 990 бр. 2014/А-70/2014/1
- 2015—2018: учесник на пројекту + који реализује Департман за француски језик и књижевност Филозофског факултета у Нишу у сарадњи са Универзитетом Артоа у Арасу (Француска)
- 2015—2018: учесник на пројекту + који реализује Департман за француски језик и књижевност Филозофског факултета у Нишу у сарадњи са Универзитетом Артоа у Поатјеу (Француска)
- 2015—2018: учесник на пројекту + који реализује Департман за француски језик и књижевност Филозофског факултета у Нишу у сарадњи са Универзитетом Артоа у Бордоу (Француска)
- 2017—2021: руководилац на пројекту Романистика и словенски језици, књижевности и културе у контакту и дисконтакту (бр. 81/1-17-08-1) финансираном од стране Универзитетске агенције за франкофонију (Agence universitaire de la Francophonie) и Амбасаде Републике Француске у Србији (Ambassade de France, Serbie)

### Књиге
- Иван Јовановић (2016). Eléments de morphologie de la langue française pour les étudiants du FLE, Ниш: Филозофски фкултет.

### Објављени преводи
- Миодраг Радомировић (2003). La lune au-sessus de Vinogradarska, L’Association France — Kosovo de Mitrovica, Le Centre de la culture, de l’ éducation et d l’ information Gradac.  86-82497-47-6 (књигу превео Иван Н. Јовановић)
- Жан Клод Ларше (2011). Иконограф и уметник. Центар за црквене студије Ниш/Ars Libri, Београд.  978-8684105334 (књигу превели Иван Јовановић и Ранђел Милетић)
- Жан Клод Ларше (2015). Личност и природа: Православна критика персоналистичких теорија Христа Јонараса и Јована Зизијуласа, Међународни центар за православне студије, Ниш.  978-86-80136-01-1 (књигу превели Иван Јовановић, Ненад Стаменковић и Ивана Миљковић)
- Жан Клод Ларше (2017). Лечење духовних болести: Увод у аскетску традицију православне цркве, Службени гласник/Међународни центар за Црквене студије, Београд.  978-86-519-1335-1 (књигу превели Иван Јовановић и Ненад Стаменковић)

### Објављени радови
- Иван Н. Јовановић (2012). Неке граматичке категорије у функцији детерминације именица у француском језику и њихово преношење на српски језик, „Philologia Mediana”, година IV, бр. 4, 213—231. ISSN 1821-3332[3]
- Иван Јовановић (2013). Француски фразеологизми и пословице са лексемом agneau — јагње и њихови српски еквиваленти, „Од науке до наставе”, стр. 220—235.  978-86-7379-299-6
- Иван Н. Јовановић (2012). Компаративна анализа француских фразеологизама са лексемом âne и српских фразеологизама са лексемом магарац, "Наука и универзитет, 75 — 99.  978-86-7379-263-7
- Селена Станковић, Иван Јовановић (2013). Les pronoms relatifs et indéfinis dans les proverbes français et leurs équivalents/correspondants serbes, „Université de l’Ouest de Timisoara”, 363—374  978-973-125-386-2[4]
- Иван Јовановић (2013). Le transfert des phrasèmes avec des noms d’animaux du français en serbe, „Université de Szeged” — „Jate Press”, 293—307.  978-963-315-155-6[5]
- Иван Н. Јовановић (2013). Неке напомене о фразеологизмима у француском и српском језику, „Philologia Mediana”, година V, број 5, 403—420. ISSN 1821-3332
- Иван Јовановић (2013). Семантичке вредности лексеме chien у француским фразеологизмима и њени српски еквиваленти, Језик, књижевност, вредности, Језичка истраживања, Филозофски факултет, Ниш, 137—155.  978-86-7379-278-1
- Иван Јовановић (2013). Les proverbes français avec le lexème diable et leurs équivalents serbes, DEAF 2, La langue et la littérature à l’épreuve du temps, FILUM Крагујевац, 333—340.  978-86-85991-56-1
- Иван Јовановић (2014). О идиоматским изразима у уџбеницима француског језика, Језик, књижевност, култура, Филозофски факултет, 316—332.  978-86-7379-349-8
- Иван Јовановић, Селена Станковић (2014). Sur quelques pronoms dans les proverbes français et sur leurs équivalents / correspondants serbes, Philologia Mediana, година VI, број 6, 383—397. ISSN 1821-3332
- Иван Н. Јовановић (2014). Француске пословице с лексемом Бог и њихови српски еквиваленти, Црквене студије, XI, Ниш, 643—651. ISSN 1820-2446
- Иван Јовановић (2014). Семантички конституенти лексеме chèvre — коза у француским пословицама и њиховим српским еквивалентима: пример маргинализације прототипичних особина, Језик, књижевност, маргинализација, Језичка истраживања, Филозофски факултет, Ниш, 487—503.  978-86-7379-323-8
- Иван Јовановић (2015). , , , ISSN 2274-7397 URL[6]
- Иван Јовановић (2015). Дискурзивна вредност опсцене лексике у француском и српском језику, Језик, књижевност, дискурс, Језичка истраживања, Филозофски факултет, Ниш, 567—587.
- Иван Јовановић (2015). De l’aspect morphologique et sémantique du lexique obscène en français et en serbe, Les études françaises aujourd’hui, Faculté de philologie de l’Université de Belgrade, 157—166  978-86-6153-293-1.[7]
- Иван Јовановић (2015). Les proverbes français avec le lexème chien et leurs équivalents serbes, Revues d’études slaves, бр. 5, Poitiers. ISSN 2274-7397 URL[8]
- Иван Јовановић, Д. Живковић (2015). Implication de la sémantique lexicale dans la didactique du français sur objectif spécifique, Actes du colloque, „Langue sur objectifs spécifiques, passé, présent, futur”, Faculté des sciences de l’Université de Belgrade, 589—596.  978-86-7680-321-7[9]
- Иван Јовановић (2015). Француски фраземи с лексемом мачка и њихови српски еквиваленти, Филозофски факултет, Ниш, 315—325.  978-86-7379-349-8
- Иван Јовановић (2016). О семантичком аспекту сексуалног чина у француском и српском језику, Језик, књижевност, значење, Филозофски факултет, Ниш, 243—255.  978-86-7379-409-9
- Иван Јовановић (2016). La phraséologie obscène en français et en serbe, Les études françaises aujourd’hui: tradition et modernité, Faculté de Philosophie, Ниш, 151—163.  978-86-7379-417-4.[10]
- Иван Јовановић, Јелена Јаћовић (2016). Синтаксичке одлике пословица у француском језику у поређењу са српским језиком, Примењена лингвистика данас, Друштво за примењену лингвистику, Београд, 77—93.
- Иван Јовановић (2017). Нова сагледавања француско-српских језичких релација, Philologia Mediana, Филозофски факултет, Ниш, 709—712. ISSN 1821-3332.
- Иван Јовановић (2017). О семантичком аспекту фразеологизама са лексемом магарац у француском и српском језику, Језик и књижевност у глобалном друштву, том 2, Филозофски факултет, Ниш, 57—71.  978-86-7379-463-1[11]
- Иван Јовановић (2017). Le traitement des expressions idiomatiques dans certains manuels de FLE, Revue d’études slaves, Poitiers. ISSN 2274-7397 1[12]
- Иван Јовановић (2017). Француске и српске паремије у лексичко-семантичком пољу време, Језик, књижевност, време, 203—216.  978-86-7379-446-4
- Иван Н. Јовановић (2017). О проблемима превођења религијске терминологије са француског на српски језик: пример „Теологија болести” Жан-Клод Ларшеа, Црквене студије, Ниш, XIV, 639—660 ISSN 1820-2446.
- Иван Јовановић (2017). De l’aspect sémantique des phrasèmes obscènes en français et en serbe, Les études française aujourd’hui: la francophonie dans tous les sens, Faculté de Philosophie de Novi Sad, 147—162. ISSN 0374-0730; ISSN 2334-7236[13]
- Иван Јовановић (2017). Вулгаризми у дискурсу телефонских разговора: један пример из руралне средине, Опсцена лексика у српском језику, Филозофски факултет, Ниш, 75—96.  978-86-7379-441-9.
- Иван Јовановић, Наташa Живић (2018). De l’aspect sémantique des proverbes français et serbes avec le lexème chat / mačka, Philologia Mediana, бр. 9, Филозофски факултет, Ниш, 469—486. ISSN 1821-3332
- Иван Јовановић (2018). Лексема Noel/Божић у француској и српској паремиологији, Византијско-словенска чтенија 1, Центар за византијско-словенске студије Универзитета у Нишу, Међународни центар за православне студије, Ниш, Центар за Црквене студије, Ниш, 435—448.  978-86-7181-105-7[14]
- Иван Јовановић (2018). Француске и српске паремије у лексичко-семантичком пољу „простор”, Језик, књижевност, простор, Филозофски факултет, Ниш, 587—600.  978-86-7379-473-0
- Иван Јовановић (2019). Лексема коњ у француској и српској фразеологији, Језици и књижевности у контакту и дисконтакту, тематски зборник радова, књига 1, Филозофски факултет, Ниш, 55—68.  978-86-7379-486-0
- Иван Јовановић (2019). , Црквене студије, 16/2, Центар за црквене студије, Ниш, 731—751. ISSN 1820-2446.[15]
- Иван Јовановић (2019). Soleil et lune dans la parémiologie française et serbe. Revue du Centre Européen d’Etudes Slaves — Langues en contact | бр. 7 | . URL[16]